# In the End (álbum)
In the End es el octavo y último álbum de estudio de la banda irlandesa de rock alternativo The Cranberries, lanzado a la venta el 26 de abril de 2019 a través de la discográfica Bertelsmann Music Group (BMG). Se trata de un álbum póstumo, pues cuenta con la voz de la vocalista Dolores O'Riordan, fallecida un año antes, el 15 de enero de 2018. La parte vocal del álbum estaba ya grabada cuando ella falleció. Los demás miembros del grupo, después de ponerse en contacto y recibir el consentimiento de su familia, decidieron publicar el álbum como tributo a la cantante.

## Lista de canciones
| N.º | Título                   | Duración |  |
| 1.  | «All Over Now»           | 4:16     |  |
| 2.  | «Lost»                   | 4:00     |  |
| 3.  | «Wake Me When It’s Over» | 4:12     |  |
| 4.  | «A Place I Know»         | 4:26     |  |
| 5.  | «Catch Me If You Can»    | 4:38     |  |
| 6.  | «Got It»                 | 4:02     |  |
| 7.  | «Illusion»               | 4:07     |  |
| 8.  | «Crazy Heart»            | 3:25     |  |
| 9.  | «Summer Song»            | 3:34     |  |
| 10. | «The Pressure»           | 3:22     |  |
| 11. | «In the End»             | 2:57     |  |

## Personal

### The Cranberries
- Mike Hogan – bajo
- Noel Hogan – guitarra
- Fergal Lawler – batería
- Dolores O'Riordan – voz

### Personal adicional
- Johanna Cranitch – voces
- Andy Earl – fotografía
- Cally Calloman – diseño
- Stephen Street – producción